# Roman Kirejev
Roman Kirejev (født 14. februar 1987) var en kasakhisk professionel landevejsrytter, som kørte for det kasakhiske ProTour-hold XDS Astana Team.
Den 22. august 2011 annoncerede Astana Roman Kirejevs ophør som professionel cykelrytter, efter at han havde kæmpet med en rygskade.